# Conseil européen informel des 19 et 20 septembre 2018
La réunion informelle du Conseil européen des 19 et 20 septembre 2018 est consacrée à trois sujets : les migrations, la sécurité intérieure et le Brexit.
Les dirigeants européens se sont réunis à Salzbourg à l’invitation du chancelier autrichien Sebastian Kurz, qui assure la présidence tournante de l’Union jusqu’à la fin de l’année pour discuter principalement de deux questions brûlantes : les migrations et le Brexit. S'agissant d'un Conseil informel, aucune décision formelle n'y est prise. Il s'agit de préparer le Conseil européen des 17 et 18 octobre 2018.
Concernant les migrations, les discussions ont confirmé que les divergences persistent. Selon les termes des propos de conclusion prononcés par Donald Tusk, « le débat sur la migration a montré que si nous ne sommes pas d'accord sur tout, nous sommes au moins d'accord sur l'objectif primordial d'endiguer les migrations illégales vers l'Europe ». En matière de sécurité intérieure, sujet très lié au précédent, la Hongrie, la Grèce, l’Italie et l’Espagne sont réservés à l’égard du projet de la Commission visant à renforcer l’agence de garde-frontières européens Frontex, pour porter ses effectifs à 10 000 agents en 2020.
En revanche, concernant le Brexit, les vingt-sept ont confirmé leur unité de vues : ils n'acceptent pas en l'état le « plan de Chequers » présenté par Theresa May et attendent de nouvelles propositions britanniques en octobre dans l'objectif de parvenir à un accord final courant novembre lors d'un Conseil européen extraordinaire qui serait convoqué à cet effet.

## Sources

## Compléments